# Llista de monuments des Castell
Llista de monuments des Castell catalogats pel consell insular de Menorca com a Béns d'Interès Cultural en la categoria de monuments pel seu interès històric, artístic, arquitectònic, arqueològic, històric-industrial, etnològic, social, científic o tècnic.
| Monument                                                | Tipus                                   | Localització                                     | Coordenades                                          | Codi?         | Imatge |
| ------------------------------------------------------- | --------------------------------------- | ------------------------------------------------ | ---------------------------------------------------- | ------------- | --- |
| Torre d'en Penjat                                       | BIC: BST-A01 Arq. defensiva             | Es Castell Binissaïda de sa Torre                | 39° 51′ 33″ N, 4° 18′ 14″ E / 39.859167°N,4.303889°E | RI-51-0008594 | Torre d'en Penjat (es Castell) · Vegeu més fotos d'aquest monument · Carregueu una nova foto d'aquest monument                    |
| Edificació fortificada de Binissaïda de sa Torre        | BIC: BST-A02 Arq. defensiva             | Es Castell Binissaïda de sa Torre                | 39° 51′ 15″ N, 4° 17′ 46″ E / 39.854126°N,4.29614°E  | RI-51-0008595 | Carregueu una nova foto d'aquest monument                                                                                         |
| Fort baluardat de Sant Felip                            | BIC: CSE-A01 Arq. defensiva             | Es Castell Port de Maó, Cala de Sant Esteve      | 39° 52′ 01″ N, 4° 18′ 16″ E / 39.867081°N,4.304481°E | RI-51-0008591 | Fort de Sant Felip (es Castell) · Vegeu més fotos d'aquest monument · Carregueu una nova foto d'aquest monument                   |
| Fort baluardat de Marlborough                           | BIC: CSE-A02 Arq. defensiva             | Es Castell Cala de Sant Esteve                   | 39° 51′ 47″ N, 4° 18′ 05″ E / 39.862981°N,4.301468°E | RI-51-0008593 | Fort de Marlborough (es Castell) · Vegeu més fotos d'aquest monument · Carregueu una nova foto d'aquest monument                  |
| Edificació fortificada de Trebalúger                    | BIC: TRE-A01 Arq. defensiva             | Es Castell Trebalúger                            | 39° 51′ 17″ N, 4° 16′ 40″ E / 39.854694°N,4.277807°E | TRE-A01       | Edificació fortificada de Trebalúger (es Castell) · Vegeu més fotos d'aquest monument · Carregueu una nova foto d'aquest monument |
| Pedrera d'en Robadones                                  | BIC: SDR-E01 Etnològic                  | Es Castell Sínia d'en Robadones                  |                                                      | RI-51-0009337 | Carregueu una nova foto d'aquest monument                                                                                         |
| Creu de Terme entre es Castell, Maó i Sant Lluís        | BIC: TRP-E01 Etnològic                  | Es Castell Trepucó                               | 39° 51′ 53″ N, 4° 15′ 55″ E / 39.864636°N,4.26525°E  | TRP-E01       | Carregueu una nova foto d'aquest monument                                                                                         |
| Poblat de Toraixa                                       | BIC: TOX-01 Zona arqueològica visitable | Es Castell Toraixa, Ca l'Amo en Pere             | 39° 51′ 43″ N, 4° 17′ 06″ E / 39.86207°N,4.284876°E  | RI-51-0003763 | Carregueu una nova foto d'aquest monument                                                                                         |
| Poblat de Trebalúger                                    | BIC: TRE-01 Zona arqueològica visitable | Es Castell Trebalúger                            | 39° 51′ 20″ N, 4° 16′ 27″ E / 39.855644°N,4.274255°E | RI-51-0003766 | Poblat de Trebalúger (es Castell) · Vegeu més fotos d'aquest monument · Carregueu una nova foto d'aquest monument                 |
| Hipogeu de Biniatap de l'amo en Pere                    | BIC: BAP-01 Monument prehistòric        | Es Castell Biniatap, es Fumeral                  | 39° 52′ 29″ N, 4° 17′ 01″ E / 39.874599°N,4.283583°E | BAP-01        | Carregueu una nova foto d'aquest monument                                                                                         |
| Hipogeu de Bellveure                                    | BIC: BLV-01 Monument prehistòric        | Es Castell Bellveure                             | 39° 52′ 39″ N, 4° 17′ 00″ E / 39.877571°N,4.283449°E | BLV-01        | Carregueu una nova foto d'aquest monument                                                                                         |
| Sitjots de Binissaïda de sa Torre                       | BIC: BST-01 Monument prehistòric        | Es Castell Binissaïda de sa Torre                | 39° 51′ 16″ N, 4° 17′ 45″ E / 39.854508°N,4.295906°E | BST-01        | Carregueu una nova foto d'aquest monument                                                                                         |
| Necròpolis de Binissaïda de sa Torre                    | BIC: BST-03 Monument prehistòric        | Es Castell Binissaïda de sa Torre                | 39° 51′ 35″ N, 4° 18′ 15″ E / 39.859661°N,4.304231°E | BST-03        | Carregueu una nova foto d'aquest monument                                                                                         |
| Hipogeu de Binissaïda de sa Torre                       | BIC: BST-05 Monument prehistòric        | Es Castell Binissaïda de sa Torre                | 39° 51′ 25″ N, 4° 18′ 11″ E / 39.856841°N,4.30311°E  | BST-05        | Carregueu una nova foto d'aquest monument                                                                                         |
| Hipogeu de Biniatap                                     | BIC: BTP-02 Monument prehistòric        | Es Castell Biniatap                              | 39° 52′ 21″ N, 4° 16′ 53″ E / 39.872368°N,4.281301°E | BTP-02        | Carregueu una nova foto d'aquest monument                                                                                         |
| Hipogeu i tomba de sa Cala de Sant Esteve               | BIC: CSE-01 Monument prehistòric        | Es Castell Cala de Sant Esteve, Barranc del Rei  | 39° 51′ 50″ N, 4° 17′ 58″ E / 39.864019°N,4.299334°E | RI-51-0003757 | Carregueu una nova foto d'aquest monument                                                                                         |
| Pedrera i hipogeu de sa cala de Sant Esteve             | BIC: CSE-02 Monument prehistòric        | Es Castell Cala de Sant Esteve                   | 39° 51′ 48″ N, 4° 18′ 20″ E / 39.863231°N,4.305426°E | CSE-02        | Carregueu una nova foto d'aquest monument                                                                                         |
| Necròpolis de sa Cala de Sant Esteve                    | BIC: CSE-03 Monument prehistòric        | Es Castell Cala de Sant Esteve                   | 39° 51′ 46″ N, 4° 18′ 16″ E / 39.862754°N,4.30447°E  | CSE-03        | Carregueu una nova foto d'aquest monument                                                                                         |
| Hipogeu del Fonduco                                     | BIC: FOD-01 Monument prehistòric        | Es Castell Fonduco, Repòs del Rei                | 39° 53′ 06″ N, 4° 16′ 39″ E / 39.885068°N,4.277511°E | FOD-01        | Carregueu una nova foto d'aquest monument                                                                                         |
| Hipogeu del Fonduco                                     | BIC: FOD-02 Monument prehistòric        | Es Castell Fonduco, Repòs del Rei                | 39° 53′ 06″ N, 4° 16′ 37″ E / 39.885031°N,4.276953°E | FOD-02        | Carregueu una nova foto d'aquest monument                                                                                         |
| Hipogeu de la Sínia de cala Figuera                     | BIC: SCF-01 Monument prehistòric        | Es Castell Sínia de cala Figuera                 | 39° 53′ 02″ N, 4° 16′ 35″ E / 39.883804°N,4.276492°E | SCF-01        | Carregueu una nova foto d'aquest monument                                                                                         |
| Necròpolis de la Sínia d'en Robadones                   | BIC: SDR-01 Monument prehistòric        | Es Castell Sínia d'en Robadones                  | 39° 52′ 50″ N, 4° 16′ 27″ E / 39.880663°N,4.2743°E   | SDR-01        | Carregueu una nova foto d'aquest monument                                                                                         |
| Necròpolis de la Sínia d'en Robadones / dalt sa Pedrera | BIC: SDR-02 Monument prehistòric        | Es Castell Sínia d'en Robadones, dalt sa Pedrera | 39° 52′ 53″ N, 4° 16′ 28″ E / 39.881519°N,4.274517°E | SDR-02        | Carregueu una nova foto d'aquest monument                                                                                         |
| Hipogeu de Son Vidal                                    | BIC: SVL-02 Monument prehistòric        | Es Castell Son Vidal                             | 39° 50′ 49″ N, 4° 17′ 42″ E / 39.847047°N,4.295007°E | SVL-02        | Carregueu una nova foto d'aquest monument                                                                                         |
| Hipogeu de Toraixa de sa Figuera                        | BIC: TOF-01 Monument prehistòric        | Es Castell Toraixa de sa Figuera                 | 39° 51′ 50″ N, 4° 17′ 23″ E / 39.863865°N,4.289836°E | TOF-01        | Carregueu una nova foto d'aquest monument                                                                                         |